# Manchester 62 Football Club
Manchester 62 FC es un club de fútbol profesional de Gibraltar. Fue fundado en 1962 y juega en la Gibraltar Football League. Hasta la temporada 2013-14 el club fue conocido como Manchester United Gibraltar F.C.

## Historia
El club fue fundado en 1962 con el nombre de Manchester United F.C. en honor al Manchester United, luego de que Matt Busby les diera permiso de usar el nombre.

## Nombre del club
1957-2000: Manchester United F.C.
2000-2002: Manchester United FC Eurobet.
2002-2008: Manchester United FC
2009-2013: Manchester United FC Digibet.
Desde 2013: Manchester FC 62

## Palmarés

### Torneos nacionales
- Gibraltar Football League (7): 1975, 1977, 1979, 1980, 1984, 1995, 1999.
- Rock Cup (4): 1974, 1977, 1980, 2003

## Fútbol Sala

### Manchester 62 FC
En la temporada 2015-16 el club jugó en la División 1 donde quedó décimo y descendió.

### Manchester 62 FC B
En la temporada 2015-16 el club jugó en la División 4 donde quedó séptimo.